# حبيل بني سراج (عبس)

تعديل مصدري - تعديل

حبيل بني سراج هي إحدى قرى عزلة قطبة بمديرية عبس التابعة لمحافظة حجة، بلغ تعداد سكانها 293 نسمة حسب تعداد اليمن لعام 2004.